# Пуслице са обрстом
„Пуслице са обрстом” је југословенски ТВ филм из 1969. године. Режирао га је Јован Коњовић а сценарио је написао Богдан Чиплић.

## Улоге
| Глумац                     | Улога                       |
| -------------------------- | --------------------------- |
| Љубомир Дидић              | Капетан пешадије            |
| Миа Адамовић               | Паулина, жена капетана      |
| Славка Јеринић             | Перуника Опачић             |
| Властимир Ђуза Стојиљковић | Владислав, Обер Лајтнант    |
| Милутин Бутковић           | Ритмајстер, коњички капетан |
| Јован Антић                | Војни лекар                 |